# غوستاف ويغنر
غوستاف ويغنر (بالألمانية: Gustav Wegner)‏ هو منافس ألعاب قوى ألماني، ولد في 4 يناير 1903 في بروسيا الغربية، وتوفي في 7 يونيو 1942.